# Nejlepší obránce Deutsche Eishockey Liga
Nejlepší obránce je každoročně udělovaná trofej pro nejlepšího obránce Deutsche Eishockey Liga.

## Přehled vítězů
| Sezóna                      | Vítěz               |
| --------------------------- | ------------------- |
| 1998/1999                   | Chris Snell         |
| 2002/2003                   | Ricard Persson      |
| 2009/2010                   | Richard Pavlikovský |
| 2010/2011                   | Derrick Walser      |
| 2011/2012                   | Chris Lee           |
| 2012/2013                   | Andreas Holmqvist   |
| 2013/2014                   | Fredrik Eriksson    |
| 2014/2015                   | Frank Hördler       |
| 2015/2016                   | Sinan Akdağ         |
| 2016/2017                   | Konrad Abeltshauser |
| 2017/2018                   | Yannic Seidenberg   |
| 2018/2019                   | Joonas Lehtivuori   |
| 2019/2020                   | Maury Edwards       |
| 2020/2021                   | Marcel Brandt       |
| 2021/2022                   | Zach Redmond        |
| 2022/2023                   | Nick Bailen         |
| 2023/2024                   | Nicolas Mattinen    |
| 2024/2025                   | Alex Breton         |
| Zdroj na eliteprospects.com |                     |